# Apamea supermissa
Apamea supermissa är en fjärilsart som beskrevs av Arnold Spuler 1905. Apamea supermissa ingår i släktet Apamea och familjen nattflyn. Inga underarter finns listade i Catalogue of Life.